# Sepulcro de Hussain Tekri
El sepulcro de Hussain Tekri es un edificio monumental construido por el Nawab de Jaora Mohammad Iftikhar Ali Khan Bahadur en el siglo XIX. Se sitúa en las afueras del pueblo de Jaora en el distrito de Ratlam, en Madhya Pradesh. Mohammad Iftikhar Ali Khan Bahadur fue enterrado en el mismo cementerio donde Hussain Tekri fue enterrado. En el mes de Moharram, cientos de personas de todo el mundo visitan el sepulcro de Hazrat Imam Hussain en este sitio, el cual es una réplica del monumento construido en Irak.
El sitio es famoso por los rituales llamados Hajri para curar a los enfermos mentales incurables.